# Sámi dáiddaráđđi
Sámi dáiddaráđđi (Samisk Kunstnerråd) är en intresseorganisation för samiska kulturarbetare med säte i Karasjok i Norge.
Sámi dáiddaráđđi är ett gemensamt organ för sex samiska organisationer:
- Juoigiid Searvi – jojkare
- Sámi Dáiddačehpiid Searvi (Samisk kunstnerforbund)
- Sámi Girječálliid Searvi (Samisk Forfatterforening)
- Sámi Filbmabargiid Searvi (Samisk filmarbeiderforbund)
- Foreningen Samiske Komponister
- Sámi Lávdi (Sami Association of Performing Arts)

Samisk kunstnerråd har ett sekretariat i Karasjok kommun.
Rådet förvaltar och sköter administrationen av Samiske Kunstneres og Forfatteres Vederlagsfond, Sametingets kunstnerstipend, Kunstfondet/Dáiddafoanda) och John Savio Stipend.